# Rio-madeiramiersluiper
De rio-madeiramiersluiper (Epinecrophylla amazonica) is een zangvogel uit de familie Thamnophilidae (miervogels).

## Verspreiding en leefgebied
Deze soort komt voor in centraal Brazilië en noordelijk Bolivia, in het gebied ten westen van de Madeirarivier, een zijrivier van de Amazonerivier.

## Status
De grootte van de populatie is niet gekwantificeerd. Op de Rode lijst van de IUCN heeft deze soort de status niet bedreigd.